# História vista de baixo

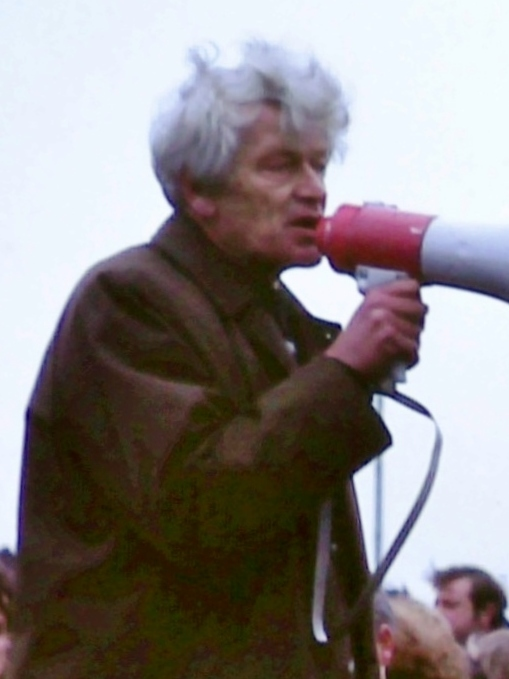
Edward Palmer Thompson em 1980. Um dos fundadores da "história vista de baixo",

A história vista de baixo ou história popular é uma corrente historiográfica desenvolvida, em grande parte, na Inglaterra que busca produzir conhecimento histórico a partir do ponto de vista de pessoas consideradas comuns, em oposição à história dos grandes políticos e líderes militares, que normalmente protagonizam o estudo do passado. Foi dominado, em sua maioria, por historiadores de vertente marxista.

## Influências e surgimento
Apesar do termo já ter sido usado por expoentes de escolas historiográficas anteriores, como por Lucien Febvre, em 1932, e de ter sido advogada por pensadores como Bertolt Brecht ele só foi atingir proeminência com a publicação de um artigo de autoria de Edward Palmer Thompson no The Times Literary Supplement em 1966 sob o título "History from Below". A partir de então, os seus maiores expoentes foram, geralmente, historiadores da escola historiográfica marxista, como Christopher Hill e Natalie Zemon Davis. Thompson explica, na introdução da sua obra mais importante, A Formação da Classe Operária Inglesa, os fundamentos para a vertente historiográfica que busca lançar da seguinte forma:
Estou tentando resgatar o pobre tecelão de malhas, o meeiro luddita, o tecelão do "obsoleto" tear manual, o artesão "utópico" e mesmo o iludido seguidor de Joanna Southcott, dos imensos ares superiores de condescendência da posterioridade. Seus odícios e tradições podiam estar desaparecendo. Sua hostilidade frente ao novo industrialismo podia ser retrógada. Seus ideais comunitários podiam ser fantasiosos. Suas conspirações insurrecionais podiam ser temerárias. Mas eles viveram nesses tempos de aguda perturbação, e nós não.

## Autores
- E. P. Thompson
- Christopher Hill
- Natalie Zemon Davis
- Jim Sharpe
- Harvey Kaye